# アンリ・ベルティーニ

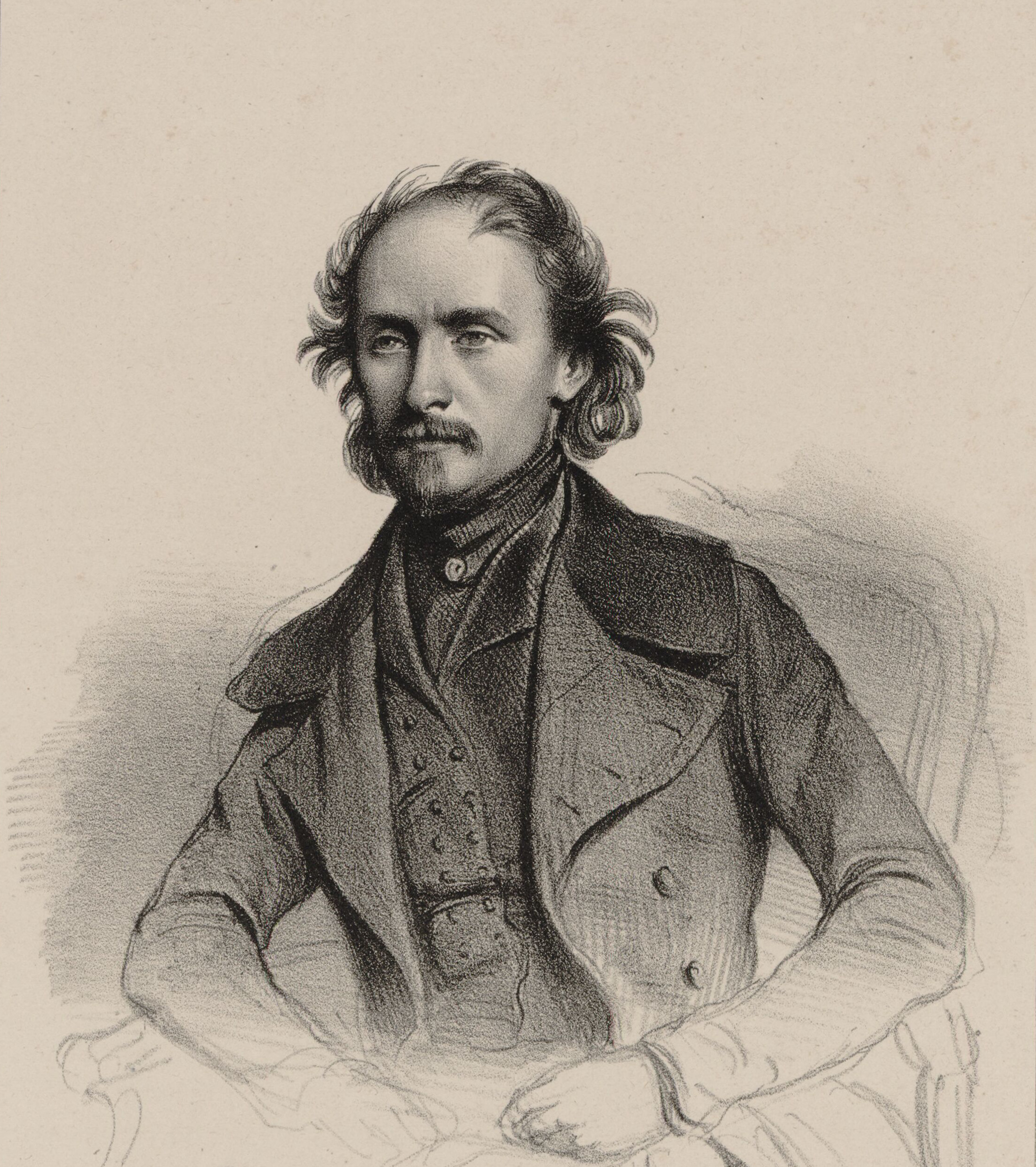
アンリ＝ジェローム・ベルティーニ
（Henri-Jérôme Bertini, 1798年10月28日 ロンドン生 - 1876年9月30日 グルノーブル近郊メラン没）はフランスのピアニスト、作曲家。

## 生涯
アンリ＝ジェローム・ベルティーニはフランス人の両親の息子としてロンドンで生れたが、一家は彼の誕生から6ヶ月後にパリに帰国した。音楽教育を父親とムツィオ・クレメンティの弟子であった兄から受けた。ベルティーニは天才少年と認められ、12歳のときに父親はイギリス、ベルギー、ドイツ、オランダへの長期の演奏旅行を企画した。

## 作品
ベルティーニは約500曲の練習曲を作曲した。その難易度は初心者向けの曲から演奏会用練習曲にまで及ぶ。さらに彼は室内楽作品を書いた。その中には1835年のフルート、オーボエ、ファゴット、イングリッシュホルン、トランペット、ヴィオラ、チェロ，コントラバスとピアノのための九重奏曲 作品107があるが、これはベルリオーズから賞賛を受けた。

### 練習曲
- 特に小さな手のために作曲されたやさしい練習曲集
  - 作品100
  - 作品137
  - 作品166
- クラーマーの練習曲への導入
  - 作品29
  - 作品32
- 旋律的練習曲
  - A. ロマネージのロマンスによる旋律的練習曲 作品86
  - 前奏曲つき旋律的練習曲2巻 第1集 作品141
  - 前奏曲つき旋律的練習曲2巻 第2集 作品142
- 作品66の性格的練習曲への導入
  - 作品134
- 性格的練習曲集
  - 作品66
- カプリース練習曲、または性格的練習曲の補足
  - 作品94
- 一流の芸術的大練習曲
  - 作品122
- 四手のための練習曲
  - 四手の小さな手のための拍子の技法 作品160
  - 四手のためのとてもやさしい練習曲 作品149
  - 四手のためのとてもやさしい練習曲 作品150
  - ピアノの四手のための音楽的練習曲 作品97
  - ピアノの四手のための音楽的練習曲 作品97
  - WoO 兄と妹。アンリとイザベルのために作曲されたピアノの四手のための4つの小さなデュオ
  - WoO おかあさんと娘。兄と妹につづくピアノの四手のための4つの小さなデュオ
- 補足として、一連で発表された練習曲
  - 準備練習曲 作品175
  - 中級練習曲 作品176
  - 速さ、トリルと左手の特別な練習曲 作品177
  - 普通の練習曲と古典的な練習曲 作品178
  - ピアノの四手のための作品150に続く練習曲 作品179